# Adriaen Verwer
Adriaen Verwer (Rotterdam, 1655 – 1717) è stato un giurista e mercante olandese.

Nederlants see-rechten, 1730 (Fondazione Mansutti, Milano).

Membro della setta anabattista, pubblicò una critica all'etica di Spinoza insieme a un'apologia del Cristianesimo. Il suo trattato linguistico, dato alle stampe nel 1707 sia in latino sia in olandese e intitolato Linguae Belgicae idea grammatica, poetica, rhetorica, fu scritto sotto lo pseudonimo di Anonymus Batavus. Verwer si dedicò anche alla matematica, occupandosi della diffusione delle opere di Newton nei Paesi Bassi e di diritto marittimo, con l'opera Nederlants see-rechten, pubblicata per la prima volta ad Amsterdam nel 1711. Un esemplare di un'edizione successiva (1730) è conservato presso la Fondazione Mansutti di Milano.